# Фонтанчики Уоллеса
Фонтанчики Уоллеса (фр. fontaines Wallace) — своеобразный символ Парижа, фонтанчики питьевой воды из чугуна, идея установки которых принадлежит создателю знаменитой коллекции Уоллеса — английскому баронету и филантропу Ричарду Уоллесу.

## История
Ричард Уоллес, получив в 1870 году крупное наследство, пожелал сделать подарок своему любимому городу — Парижу. Ему пришла в голову идея помочь парижанам, испытывающим после поражения Франции во франко-прусской войне многие лишения и имеющим хронические проблемы с доступом к чистой воде, установить по городу сеть питьевых фонтанов. Система водоснабжения Парижа в то время осуществлялась по стандартам, введённым ещё Наполеоном, который организовал инженерные работы по прорытию каналов к Парижу. Однако в 1870-х годах вода в Сене была загрязнена, а многие горожане испытывали проблемы с водой и зависели от поставок, осуществляемых водоносами. С целью обеспечить более широкий доступ к качественной воде Уоллес разработал проекты фонтанов и заказал  эскиз скульптору Шарлю-Огюсту Лебуру. Также филантроп оплатил отливку из чугуна (по два на каждый парижский округ) партию первых фонтанчиков. Было решено, что они должны находиться на открытых местах города, быть достаточно высокими, чтобы их можно было легко найти. С этой целью их устанавливали на углах перекрёстков, широких тротуарах и площадях. Кроме того, они должны были гармонировать с парижской архитектурой и оборудованием улиц, не внося дисбаланс в общий стиль городской среды. В частности, именно этим обусловлен цвет фонтанчиков — зелёный. Месторасположение фонтанов определялось под руководством инженера городского отдела водоснабжения Мари Франсуа Эжена Бельграна.
Отливку фонтанов производила в художественной кузнице в Валь-д‘Оне (фр.), и на цоколе первых из сохранившихся фонтанчиков ещё можно увидеть фирменный штамп этой фабрики. Уоллес создал четыре модели, разных размеров и форм. Использование чугуна было обусловлено его широким употреблением в то время, а также его экономичностью, способностью легко формовать и прочностью. Почти все расходы на их изготовление взял на себя Уоллес. Муниципальный совет Парижа (фр.) выделил 1000 франков для большой и 450 франков для настенной моделей фонтанчиков.
Высота большой модели фонтана составляет 2,71 м при весе 610 кг. Её оформление выполнено под влиянием монументального парижского Фонтана невинных, имеющего форму арочного квадратного павильона, украшенного барельефами, на которых изображены нимфы, тритоны и другие морские мифические существа. На восьмиугольном цоколе большой разновидности фонтана Уоллеса установлены четыре кариатиды, которые держат в поднятых руках куполообразную башенку, декорированную дельфинами. Скульптуры кариатид все разные и символизируют четыре качества: доброту (фр. bonté), умеренность (фр. simplicité), милосердие (фр. charité) и трезвость (фр. sobriété). В конце XIX века их стали называть фонтанами для изящных девушек, так как получило распространение поверье, что если женщина может аккуратно просунуть голову между кариатидами и не обрызгавшись выпить воды, то она по праву может называться изящной. В настоящее время в Париже осталось 65 фонтанов такого типа. Кроме этого, уцелели два фонтанчика, выполненные в форме ротонды, и только один настенный фонтанчик, декорированный в стиле Ренессанса, который называют «ракушка» (улица Жофруа-Сент-Илер).
Фонтаны первоначально были оборудованы двумя железными стаканами на цепочке, которые были сняты в 1952 году по гигиеническим соображениям. Уоллесу также принадлежит идея фонтанчиков питьевой воды встроенных в здания (см. фото). Значительное число фонтанов безвозвратно утеряно в период немецкой оккупации Франции во время Второй мировой войны, так как их изымали и переплавляли для нужд вермахта. Сегодня[когда?] в Париже сохранились 108 фонтанчиков Уоллеса (88 больших, остальные отличаются по форме). Они функционируют с 15 марта по 15 ноября. Старые фонтаны и более современные модели окрашиваются и в другие цвета (ярко-красный или сиреневый). Красивая форма фонтанчика способствовала его распространению по городам Франции и других стран мира. В частности, работающие копии таких фонтанов были установлены в Швейцарии, Германии, Грузии, Канаде, ЮАР, США, Испании, Израиле, России.

## Фотогалерея

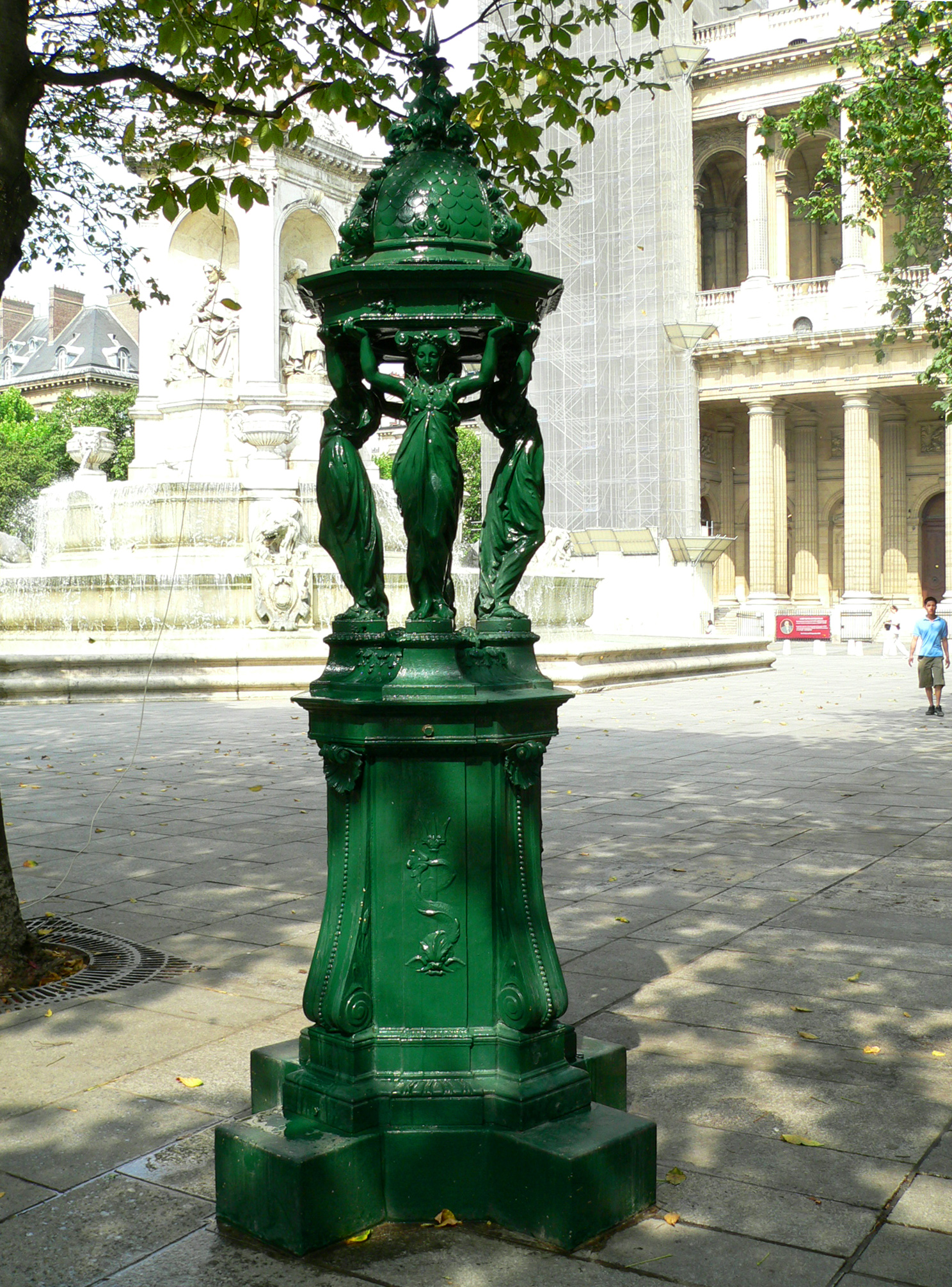
Фонтанчик Уоллеса на площади Сен-Сюльпис в 6-м округе Парижа
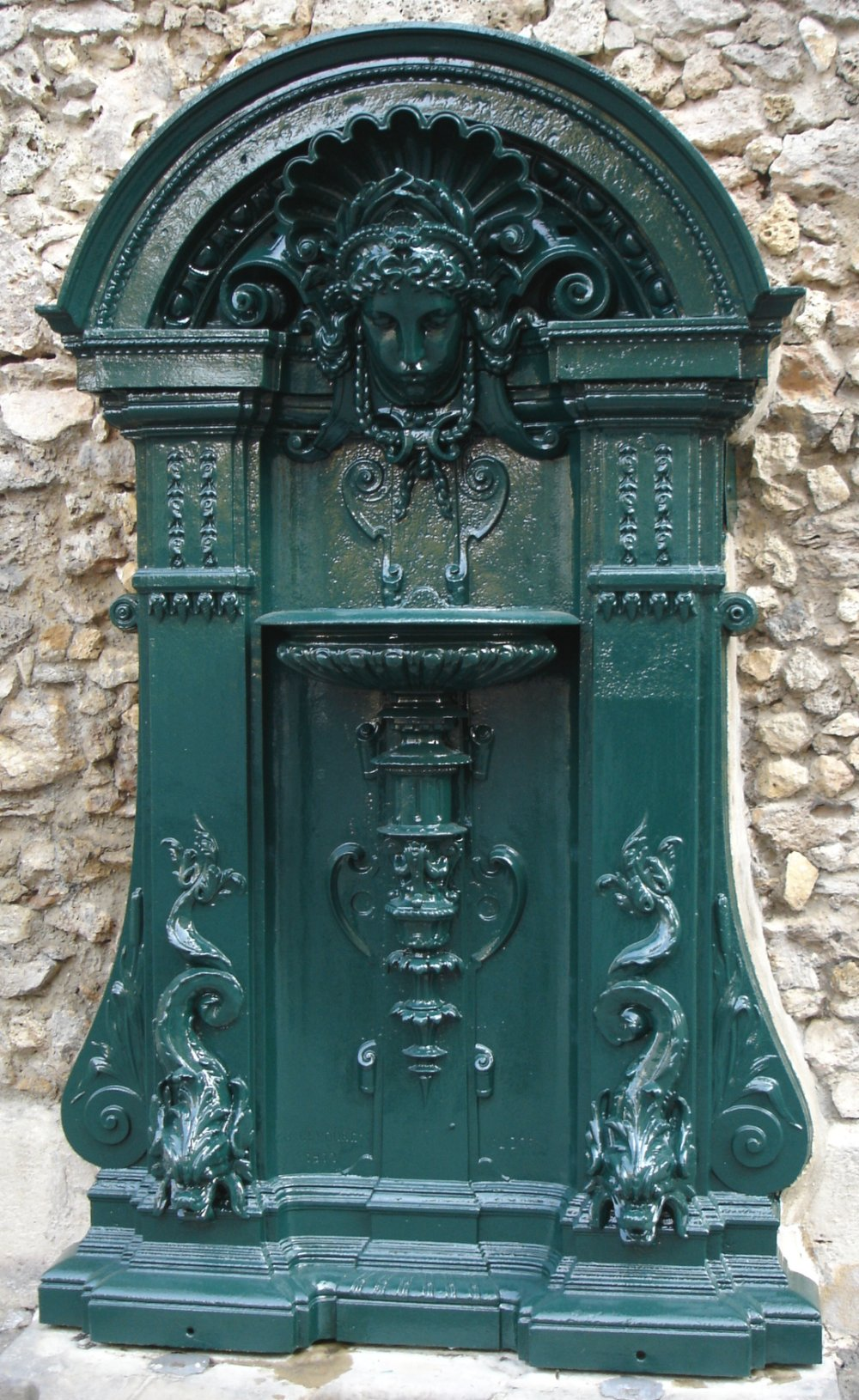
Второй тип фонтанчиков Уоллеса — встроенный в стену здания